# Józef Jelski
Józef Jelski herbu Pielesz (zm. przed 7 grudnia 1782 roku) – chorąży grodzieński w latach 1772–1782, wojski grodzieński w latach 1765–1772, porucznik powiatu grodzieńskiego w 1764 roku, wójt grodzieński.
Podpisał elekcję Stanisława Augusta Poniatowskiego.
Konsyliarz powiatu grodzieńskiego  w konfederacji generalnej Wielkiego Księstwa Litewskiego w 1764 roku. Członek konfederacji 1773 roku. Na Sejmie Rozbiorowym 1773-1775 jako poseł grodzieński wszedł w skład delegacji wyłonionej pod naciskiem dyplomatów trzech państw rozbiorczych, mającej przeprowadzić rozbiór. Członek Komisji Wojskowej Wielkiego Księstwa Litewskiego w 1775 roku. Poseł na sejm 1780 roku z powiatu grodzieńskiego, sędzia sejmowy.